# Roger's Version
Roger's Version (Pai-Nosso Computador na edição brasileira traduzida por Alfredo Barcellos) é um romance de 1986 do escritor norte-americano John Updike. 

## Enredo
O romance é narrado por Roger Lambert, um professor de teologia na casa dos cinquenta anos, cuja fé um tanto complacente é desafiada por Dale, um estudante de pós-graduação que acredita poder provar a existência de Deus usando o computador. "Se Deus de fato criou o universo, então também é fato que tem de aparecer, mais cedo ou mais tarde. Ou, em outras palavras, Deus não pode mais se esconder". Embora desacredite do projeto de Dale ("Se Deus é tão engenhoso e intencional, o que me diz da deformidade e doença?" "Quando as pessoas clamam em desespero, os céus se mantêm silenciosos."), Roger o ajuda a obter uma bolsa de pesquisa, mas fica obcecado com o pensamento de que Dale está tendo um caso com sua esposa Esther. 
O próprio Roger se envolve com sua sobrinha Verna, uma mãe solteira vulgar mas animada, de dezenove anos, cuja mãe, Edna, exercia um fascínio sexual sobre seu meio-irmão Roger quando estavam na adolescência. Verna, frustrada com sua pobreza e oportunidades limitadas, torna-se cada vez mais violenta com a filha mulata, Paula, de um ano e meio. Roger, compadecido de sua situação e sexualmente atraído por ela, começa a dar aulas para Verna para que consiga obter o diploma do curso secundário. 
Uma noite, quando Paula faz pirraça, Verna a empurra e agride. Paula cai e fratura a perna. Roger, após ajudar Verna a levar a filha ao hospital e mentirem que foi um acidente no playground, faz sexo com ela. Dale, nesse ínterim, fica deprimido e desiludido quando os dados de seu computador não parecem apontar para a existência de Deus. O romance termina com Verna deixando Boston a fim de retornar aos seus pais em Cleveland, e Roger e Esther recebendo a custódia temporária de Paula.
Em sua resenha do romance no The New York Times,  David Lodge o descreveu como tendo cinco áreas temáticas principais: teologia, erotismo, domesticidade, descrições físicas "de ruas, casas, móveis, árvores, nuvens e toda a trama de cultura e natureza que compõe um subúrbio ou uma cidade" e ciência.